# Schloss Höfingen

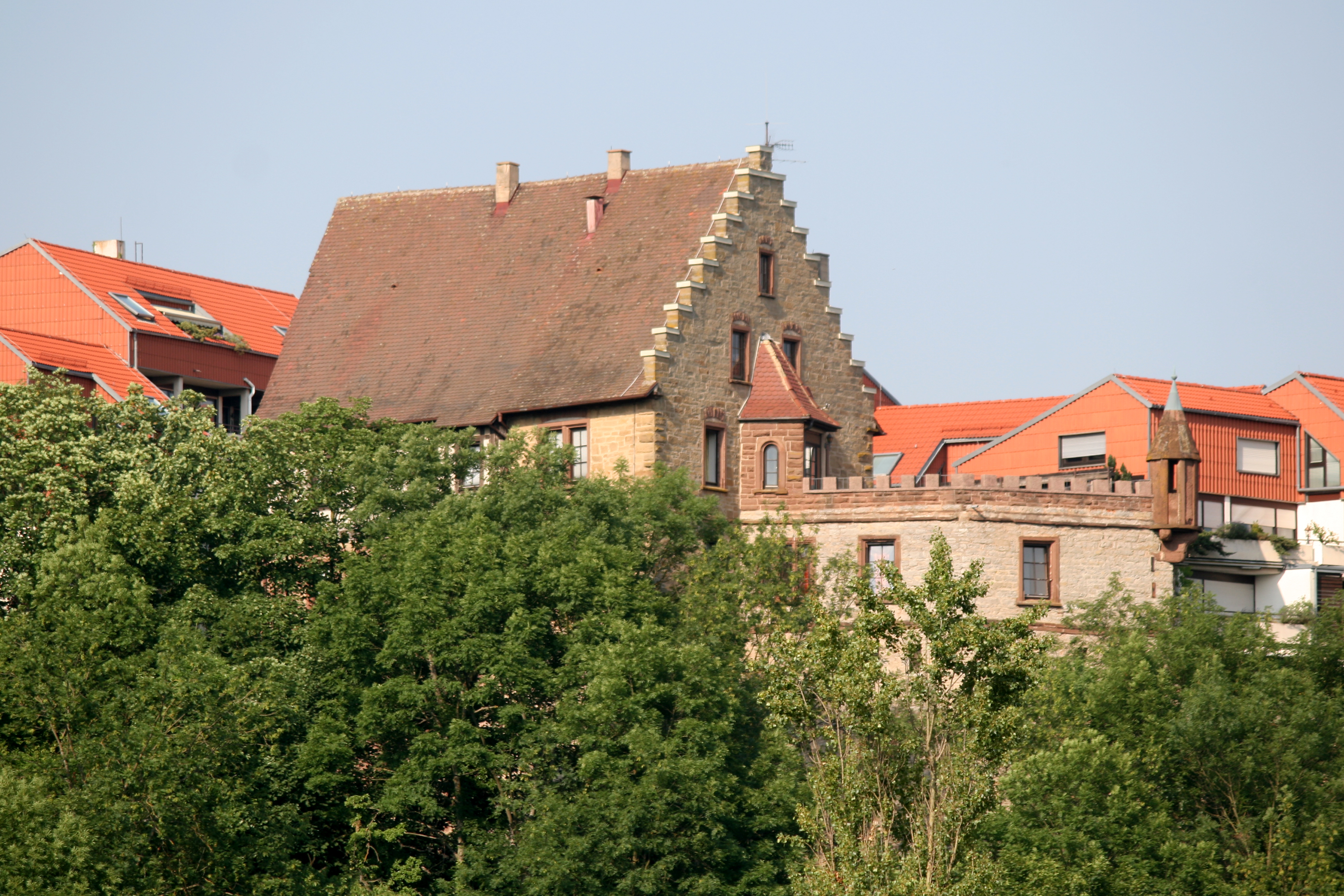
Schloss Höfingen, Ansicht von Südwesten

Schloss Höfingen ist eine im 16. Jahrhundert auf Resten einer mittelalterlichen Burg entstandene Schlossanlage in Höfingen, einem Stadtteil von Leonberg im Landkreis Böblingen in Baden-Württemberg.

## Beschreibung
Das Schloss befindet sich südlich der Altstadt von Höfingen am Glemstal. Das Schloss ist ein an der Nordseite dreigeschossiger Bau mit zwei massiven Untergeschossen und Fachwerkobergeschoss, die Südseite ist komplett massiv. Zudem schließt an der Südseite im zweiten Stock eine Terrasse mit zinnenbekrönter Brüstung und südlichem Türmchen an. Über den drei Stockwerken befindet sich ein Satteldach, welches am südlichen Ende durch einen Staffelgiebel verziert ist. Hofseitig findet sich ein aus Stein gebauter Treppenturm mit Wendeltreppe.

## Geschichte
1140 wurde erstmals in Höfingen ein Adelsgeschlecht, die Truchsessen von Höfingen, erwähnt, die ebenfalls um diese Zeit eine Burg an der Stelle des heutigen Schlosses errichteten. Vom Aussehen der Burg ist leider nur wenig überliefert. Jedoch wurde die Burg schon 1395 im Rahmen des Schleglerkrieges von Graf Eberhard dem Milden zerstört, da Johann Truchseß von Höfingen einer der Anführer des Schleglerbundes war. Im Jahr 1582 wurde auf den Mauerresten der Burg der heutige Schlossbau errichtet sowie der mittelalterliche Burggraben an der Nordseite des Baus zugeschüttet. Nachdem das Geschlecht der Truchsessen von Höfingen 1711 ausgestorben war, kam das Schloss in den Besitz des württembergischen Generals von Mützschefahl. 1826 ging das Schloss an die Freiherren Varnbüler von und zu Hemmingen. Im 19. Jahrhundert wurde das Schloss um den mittleren Teil mit Terrasse und das Wachturm ergänzt. Heute befinden sich im Schloss ein Hotel und Restaurant.